# باغبانكلا (دشت سر)
باغبانکلا (بالفارسية: باغبانکلا) هي قرية تقع في إيران في قسم دشت سر الريفي. يقدر عدد سكانها بـ 250 نسمة .